# 殷焕明
殷焕明（1965年3月—），男，汉族，广东东莞人，中华人民共和国政治人物，中国共产党党员，第十三届全国人民代表大会广东地区代表。

## 生平
殷焕明从华南师范大学毕业后，回到东莞，出任石龙中学教师、团委副书记，1989年步入政坛，历任东莞市人民政府办公室文教科办事员、科员、主办科员、文教科副科长、常平镇副镇长、党委副书记、书记兼镇人大主席。2008年出任东莞市政府秘书长、党组成员。2010年任东莞市政府党组成员、副厅级干部，省援疆工作前方指挥部副总指挥、临时党委委员，兵团农三师党委常委、副师长，东莞援疆工作队队长。在对口援疆期间，因表现突出，东莞援疆工作队荣获了兵团“援疆先进集体”称号，殷焕明也被兵团记二等功。
2014年回到东莞，出任东莞市政府党组成员，松山湖高新区管委会主任、党工委书记，2016年升任东莞市委常委，并兼任东莞生态产业园区管委会主任、党工委书记。
2017年5月，升任中共韶关市委副书记，市长。2020年5月辞职，改任广东省商务厅一级巡视员。
2018年2月24日，当选为第十三届全国人大代表。